# ولی‌آباد (تنکابن)
وَلی‌آباد، روستایی است از توابع بخش مرکزی شهرستان تنکابن در استان مازندران ایران.
پل فلزی ولی‌آباد که در دوره رضاشاه پهلوی ساخته شده از آثار ملی ثبت شده شهرستان تنکابن است.

## جمعیت
این روستا در دهستان میرشمس‌الدین قرار دارد و براساس سرشماری مرکز آمار ایران در سال ۱۳۹۵، جمعیت آن ۳۵۴۸ نفر (۱۰۹۵خانوار) بوده است.